# Оброшине
Обро́шине — село в Україні, у Оброшинській сільській громаді Львівського району Львівської області. Орган місцевого самоврядування — Оброшинська сільська громада з адміністративним центром у селі Оброшине. Населення становить 4186 осіб.

## Географія
Село Оброшине знаходиться на відстані 16 км від обласного центру, 16 км — районного центру. Відстань до найближчої залізничної станції Оброшин складає 3 км.

## Населення
За даними всеукраїнського перепису населення 2001 року у селі мешкало 4186 осіб.
Мова
Розподіл населення за рідною мовою за даними перепису 2001 року був наступним:
| українська | 4 151 | 99,16 |
| російська  | 29    | 0,69  |
| білоруська | 2     | 0,05  |
| молдовська | 1     | 0,02  |
| польська   | 1     | 0,02  |
| інші мови  | 2     | 0,05  |

## Назва
Дослідник історичної спадщини Василь Лаба наводив у своїй роботі більш ніж 18 селищ Львівської області з назвами, що мають аналогічне закінчення — Сопошин, Мацошин, Кротошин тощо. Усі вони, на думку дослідника, походять від прізвища володарів, а також від другого коріння, що означає «двір» чи «посад». Через відсутність слів з коренем «обор, обр», скоріш за все, це особиста назва.
Обрами у «Повісті временних літ» названі авари — тюркські племена, з якими дуліби та волиняни вели довгі та важкі війни в V—VII століттях століттях. Як стверджує Лаба, між цими племенами та назвою населеного пункту може існувати певний зв'язок. Археологічних підтверджень цьому поки що нема.

## Історія

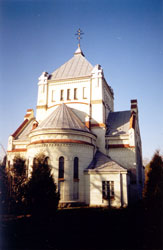
Церква Святого Дмитра

Перша згадка датується 1431 роком. У 1456 році король Казимир Ягеллончик передав цей фільварок як королівські володіння під заклад каштелянові Петру Шамотульському (Piotr Szamotulski) за борг, який лишився у монарха ще від пруської кампанії. Через 10 років селище у Шамотульського викупив львівський архієпископ — Григорій з Сяніка. З 1466 по 1939 роки Оброшине буде належати львівським римо-католицьким архієпископам.
У вересні 1568 року львівський арцибіскуп РКЦ Станіслав Сломовський отримав право «доживоття» на село Оброшине..
Апогею свого розвитку Оброшине досягло тільки на початку XVIII століття, коли курію очолив Ян Скарбек (помер 1733 року), який був відомим завдяки розбудові нових та реставрацією старих галицьких костелів. За його життя Оброшине було звичайним фільварком, що значним чином постраждав від шведів у 1704 році. Він вирішив створити тут літню резиденцію на додаток до постійної, що розташовувалась у Дунаєві.
2006 року заснована парафія УПЦ КП. 18 вересня 2016 року митрополит Львівський і Сокальський Димитрій в Оброшині звершив чин великого освячення храму на честь Святого Духа.

## Мистецьке життя в Оброшині
У 1977 році при Науково-дослідному інституті землеробства і тваринництва західних областей України (нині Інститут сільського господарства Карпатського регіону) села Оброшине була створена чоловіча хорова капела «Жайвір». До 1988 року хор «Жайвір» очолював його засновник — заслужений діяч мистецтв України, народний артист України Михайло Миколайович Баран. Виступи хору на сцені актової зали інституту були окрасою мистецьких акцій в Оброшині.
Справжньою кузнею талантів в Оброшині є дитяча музична школа. Понад сто її випускників пов'язали своє життя з музикою, ставши професійними музикантами. Дехто з них нині передає свої знання і майстерність дітям, працюючи у школі вчителями. Щорічні звітні концерти вчителів та учнів музичної школи дуже популярні серед громади села. В цій школі викладав народний артист України Богдан Мочурад.

## Пам'ятки архітектури, природи

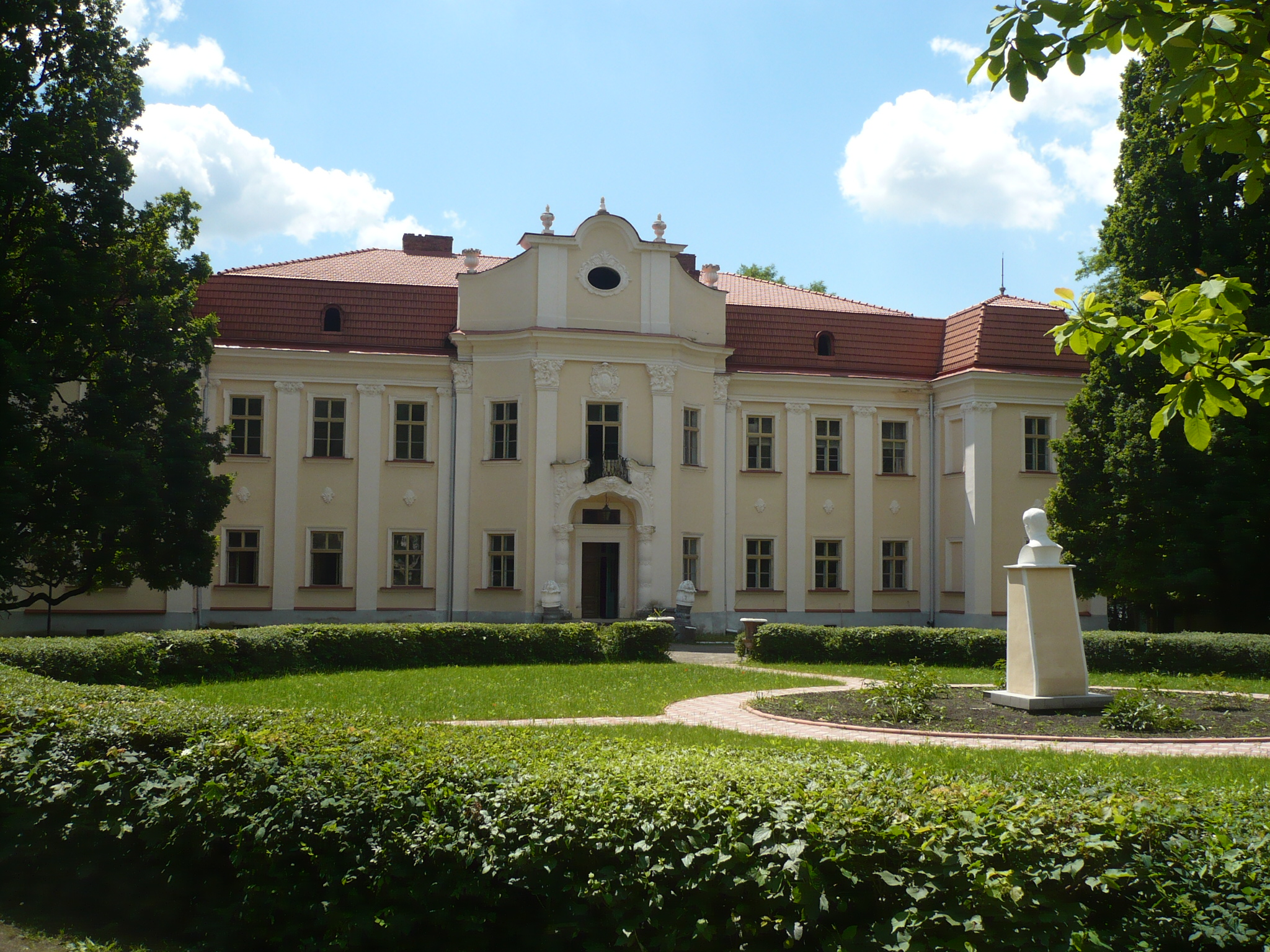
Палац архієпископів (1730)

- Палац Архієпископів. 1730 року Фердинанд Кіцький звів резиденцію з палацом, яку назвав на свою честь Фердинандівкою, за проєктом архітектора Юзефа Фонтани.
- Дендропарк «Оброшине», який охороняється законом України.
- Зоопарк (при Оброшинському дендропарку).
- Церква Святого Дмитрія, 1914 р., автори проєкту: Олександр Лушпинський, Тадей Обмінський
- Напівзруйнований парафіяльний костел,[10] 1791 р., збудований[11] за часів архієпископа Фердинанда Кіцького (бл. 1715—1797), діяв до кінця 1940-х років.
- Парк (XVIII століття), 5 гектарів.
- Пам'ятник Тарасові Шевченку, 1993 рік (скульптори Любомир Яремчук, Микола Посікіра, Володимир Римар, архітектор Михайло Федик)[12].

## Відомі люди
- Архітектор Тадей Обмінський побудував церкву святого Дмитра в співавторстві з Олександром Лушпинським.

Народилися
- Балда Тарас Романович (Назар Скалюк) — журналіст, письменник, викладач кафедри зарубіжної преси та інформації факультету журналістики Львівського національного університету імені Івана Франка.
- Галій-Моравська Марія Василівна — українська оперна та концертна співачка (сопрано). Заслужена артистка України. Доцент Львівської національної музичної академії імені Миколи Лисенка.
- Забитівський Юрій Михайлович — український науковець, кандидат біологічних наук, іхтіолог, заступник директора Львівської дослідної станції Інституту рибного господарства НААНУ і член вченої ради названого інституту, один з наукових редакторів журналу «Рибогосподарська наука України», член Іхтіологічного товариства України, голова Львівського відділення Українського гідроекологічного товариства.
- Клим (Луцишин) Оксана Василівна — редактор інформаційного відділу Львівської обласної державної телерадіокомпанії.
- Коротаєв Андрій Олексійович — радянський та український футболіст, футбольний тренер.
- Король (Мадей) Наталія Мирославівна — український науковець, кандидат філософських наук, доцент кафедри теорії та історії культури Львівського національного університету імені Івана Франка[13].
- Макух Євген Мирославович — український науковець, кандидат біологічних наук, доцент факультету ветеринарної медицини Львівського національного університету ветеринарної медицини та біотехнологій імені С. З. Ґжицького.
- Макух Оксана Євгенівна — український науковець, кандидат політичних наук, доцент кафедри соціології та соціальної роботи Національного університету «Львівська політехніка».
- Мамчур (Федак) Оксана Василівна — кандидат сільськогосподарських наук, асистент кафедри фізіології та біології рослин біологічного факультету Львівського національного університету імені Івана Франка.
- Островський Володимир Олексійович — український живописець, історик мистецтв.
- Полюга Лев Михайлович — мовознавець, доктор філологічних наук, професор.
- Скорохід Ігор Володимирович — кандидат біологічних наук, старший науковий співробітник Інституту сільського господарства Карпатського регіону, гомеопат.
- Тичка Ігор Богданович — кандидат медичних наук, лікар-нефролог вищої категорії відділення хронічного гемодіалізу Львівської обласної клінічної лікарні.

Мешкали, перебували
- Балда Ігор Іванович (1959—2015) — український військовик, солдат Збройних сил України, учасник російсько-української війни.
- Барабаш (Челецька) Мар'яна Маркіянівна — поетеса, кандидат філологічних наук, доцент кафедри теорії літератури та порівняльного літературознавства Львівського національного університету імені Івана Франка[14].
- Голубович Євген (1884—1944) — український освітній і громадський діяч.
- Гумен Розалія — полька. Єдина жінка з Оброшина, що була в УГА. Лев Шанковський називав її «однією з кращих розвідниць команди 7-ї Львівської бригади УГА».
- Каєтан Кіцький (1745—1812) — польський римо-католицький релігійний діяч. Львівський латинський архиєпископ з 1797 року. Ректор Львівського університету 1800—1801 року.
- Пиндус Богдан Іванович — український краєзнавець, публіцист. Мешкав в селі у 1997—2016 роках.
- Савка Йосиф — український селянин, посол Австрійського парламенту 1848 року[15].
- Федько Василь Іванович — український поет, письменник, публіцист, науковець, громадський і політичний діяч, доктор філософії, автор Гімну Бойків. Лауреат Бойківського літературно-краєзнавчого конкурсу імені Мирона Утриска і Всеукраїнської премії імені Ірини Вільде, член Української асоціації письменників.
- Царик Йосиф Володимирович — доктор біологічних наук, професор, завідувач кафедри зоології біологічного факультету Львівського національного університету імені Івана Франка.

## Місто-партнер
- Швебіш-Гмюнд, Німеччина (2022)[16]

## Заклади
- Інститут сільського господарства Карпатського регіону НААН України.
- Оброшинська загальноосвітня школа імені Лева Шанковського І—III ступенів.
- Оброшинська дитяча музична школа.
- Львівський державний проектно-технологічний центр охорони родючості ґрунтів і якості продукції «Облдержродючість».
- Колективне підприємство «Ясень» — виробник деревообробного обладнання і столярних виробів.